# هافرستراو (نيويورك)
هافرستراو (بالإنجليزية: Haverstraw, New York)‏ هي بلدة أمريكية تقع في الولايات المتحدة في مقاطعة روكلاند، نيويورك. يقدر عدد سكانها بـ 36,634 نسمة ومساحتها 71.0 كم2 .

## أعلام
- بيل دريشر
- بيلي أوت
- ميخائيل أ. دونالدسون
- لويز ميريويذر
- سكوت ستانفورد